# ماريا موختورتوفا
ماريا فلاديميروفنا موختورتوفا (الروسية: Мария Владимировна Мухортова ؛ ولدت في 20 نوفمبر 1985) لاعبة تزلج روسية ثنائي مع شريكها السابق مكسيم ترانكوف حصلت على الميدالية الفضية الأوروبية لعام 2008 ، وفازت بخمس ميداليات في سباق الجائزة الكبرى (بما في ذلك ميدالية ذهبية واحدة في تروفي إريك بومبارد) ،
```
وبطل العالم للناشئين لعام 2005 ، وبطل نهائي سباق الجائزة الكبرى للناشئين لعام 2004 ، والبطل الوطني الروسي لعام 2007. في بداية مسيرتها ، تنافست مع إيجور جولوفكين وبافل ليبيديف. كما شاركت في موسم واحد مع جيروم بلانشارد.
[
6
]
```